# جوديير-زبيلين
 كانت جوديير-زبيلين شركة الطيران والدفاع التابعة لشركة جوديير. تم تشغيل الشركة في الأصل كقسم داخل جوديير باسم Goodyear Zeppelin Corporation، وهو جزء من مشروع مشترك مع لوفت شوبغاوغ زيبلين، مما أدى إلى تطوير المناطيد الصلبة في الولايات المتحدة. كجزء من العلاقة الفاشلة بين الولايات المتحدة وألمانيا في الفترة التي سبقت الحرب العالمية الثانية، تم فصل الفرقة عن شركة Goodyear Aircraft Company في عام 1939. في عام 1941، تم افتتاح مصنع جديد في ولاية أريزونا والذي أنتج مجموعات فرعية، بما في ذلك بناء هيكل طائرة من الباطن وتصميم Goodyear F2G Corsair وGoodyear Duck.
في فترة ما بعد الحرب، بدأ القسم في التنويع وقدم مساهمات كبيرة في تطوير رادار الفتحة التركيبية. في عام 1963 أصبحوا Goodyear Aerospace، مع خطوط إنتاج رئيسية في الرادار، ومظلات الطائرات، والزجاج المضاد للرصاص، وعدد من المنتجات المتعلقة بالمركبات الفضائية. أدت محاولة استحواذ معادية عام 1986 للشركة الأم من قبل جيمس غولدسميث إلى إعادة هيكلة ضخمة لبناء رأس المال لشراء غولدسميث. تم بيع Goodyear Aerospace إلى Loral في عام 1987، والتي بدورها باعت عملياتها غير الساتلية مع منتجات الدفاع التي اشترتها شركة لوكهيد مارتن في عام 1993.

## تنويع
أنتج مصنع أريزونا مجموعة من المنتجات الدفاعية في السنوات اللاحقة، بما في ذلك مظلة الطائرات النفاثة، والزجاج المضاد للرصاص ومنتجات الدروع، والملاجئ العسكرية وناقلات الصواريخ.
أصبحت الشركة شركة Goodyear Aerospace Corporation في عام 1963 لتعكس مجموعة متنوعة من المنتجات. في عام 1987، تم بيعه لشركة Loral Corporation مقابل 640 مليون دولار بعد إعادة الهيكلة الضخمة لـ Goodyear التي دفعتها محاولة الاستيلاء العدائية التي قام بها جيمس جولدسميث وHanson Trust. اختفى اسم جوديير وأصبح وحدة أنظمة الدفاع في لورال.

## الطائرات

### المناطيد
| اسم النموذج          | الرحلة الأولى | عدد بني | اكتب                                    |
| -------------------- | ------------- | ------- | --------------------------------------- |
| الفئة C المنطاد      | 1918          | 10      | دورية دورية                             |
| D- الفئة المنطاد     | 1920          | 6       | دورية دورية                             |
| الفئة E المنطاد      |               | 1       | التدريب المنطاد                         |
| F- فئة blimp         | 1919          | 1       | المنطاد اختبار                          |
| G- الفئة المنطاد     |               | 10      | التدريب المنطاد                         |
| المنطاد H-class      |               | 2       | المراقبة الجوية                         |
| J-class blimp        | 1922          | 3-4     | دورية دورية                             |
| المنطاد من الفئة K   | 1938          | 134     | دورية دورية                             |
| K-1 (المنطاد)        |               | 1       | المنطاد التجريبي                        |
| L- الفئة المنطاد     |               | 22      | التدريب المنطاد                         |
| المنطاد M-class      | 1944          | 4       | دورية دورية                             |
| N-class blimp        |               | 18      | دورية دورية                             |
| جوديير RS-1          | 1926          | 1       | المنطاد العسكري                         |
| جوديير GZ-19         | 1959          | 3       | المنطاد التجاري                         |
| جوديير GZ-20         | 1969          | 3-5     | المنطاد التجاري                         |
| Loral GZ-22          | 1989          | 1       | المنطاد التجاري                         |
| جوديير ZWG           | لا يوجد       | 0       | المنطاد الإنذار المبكر غير المنقولة جواً |
| جوديير نوع م         | 1925          |         | المنطاد الرياضي                         |
| المنطاد من فئة أكرون | 1931          | 2       | دورية دورية                             |

### طائرة ثابتة الجناحين
| اسم النموذج                                 | الرحلة الأولى | عدد بني | اكتب                        |
| ------------------------------------------- | ------------- | ------- | --------------------------- |
| [فوغت إف 4 يو كورسير\|غوديير إف جي كورسير]] | 1943          | 4،017   | محرك واحد يحمل مقاتلة مقرها |
| جوديير بطة                                  | 1944          | 19      | محرك طائرة خفيفة            |
| جوديير F2G كورسير                           | 1945          | 10      | محرك واحد يحمل مقاتلة مقرها |
| جوديير إنفلاتوبلين                          | 1956          | 12      | طائرة منفوخة بمحرك واحد     |